# Goraj (przystanek kolejowy)
Goraj – przystanek osobowy i ładownia a dawniej stacja kolejowa w Goraju na linii kolejowej nr 363 Rokietnica – Skwierzyna, w województwie lubuskim w Polsce.